# Harmakhis
Pour les articles homonymes, voir Horus (homonymie) et Horus.
En Égypte antique, Harmakhis est le dieu du soleil à l'aube et au crépuscule. Il est la personnification de la fonction royale d'origine divine.
Il est représenté sous forme de lion, bélier, homme à tête de faucon ou de lion.
À partir du Nouvel Empire, c'est le sphinx de Gizeh qui le désigne.
Son nom signifie « Horus dans l'horizon ».